# Максунов, Алексей Яковлевич
Алексе́й Яковлевич Максунов (1902 (1903) — 15 декабря 1937) — советский легкоатлет (стайер), чемпион и призёр чемпионатов СССР, рекордсмен СССР, Заслуженный мастер спорта СССР (1934), один из первых спортсменов страны, удостоенных этого звания. Лейтенант госбезопасности. Автор 12 рекордов страны (пять в беге на 10 000 метров; рекорд в часовом беге (17 550 м), показанный в Финляндии в 1927 году, не утверждён официально).

## Биография
В 1922—1924 годах выступал за команду Тюмени. После этого для прохождения службы переехал в Ленинград, где остался жить. После демобилизации Максунов работал фрезеровщиком на заводе «Красногвардеец». С 1932 года заведовал лыжной базой общества «Динамо».
Скоропостижно скончался в декабре 1937 года. Вопреки распространённому заблуждению не был репрессирован. Родственники предполагали отравление. Похоронен на Смоленском православном кладбище.

## Подготовка
Стайерский бег в СССР поначалу был не очень развит.

«Самый первый официально зарегистрированный рекорд на 10 тысяч метров — 34.30,0. Все это было в общем-то несерьёзно, пока не появился Алексей Максунов, попытавшийся создать систему подготовки. Его последний рекорд, установленный в 1928 году (32.34.0), продержался шесть лет, до братьев Знаменских.»— Стив Шенкман
Максунов использовал финскую методику тренировки и дружил со студентом Григорием Никифоровым, будущим тренером Куца, Попова и Болотникова. Это была первая работа Никифорова со стайером.

## Спортивные результаты

### Соревнования
| Год  | Город  | Дистанция         | Дата          | Результат   | Место |
| ---- | ------ | ----------------- | ------------- | ----------- | ----- |
| 1922 | Москва | Бег 5000 метров   | 3 сентября    | 18.20,4     | 8     |
| 1922 | Москва | Бег 10 000 метров | 4 сентября    | 38.42,4     | 11    |
| 1922 | Москва | Часовой бег       | 8 сентября    | 14 776,99   | 11    |
| 1924 | Москва | Бег 10 000 метров | 7 сентября    | 35.09       | 5     |
| 1927 | Москва | Бег 5000 метров   | 21 августа    | 15.57,0     | III   |
| 1927 | Москва | Бег 10 000 метров | 25 августа    | 33.26,0 NR* | I     |
| 1927 | Москва | Кросс 8000 метров | 28 августа    | 30.11,0     | I     |
| 1928 | Москва | Бег 5000 метров   | 11—21 августа | 15.50,7     | I     |
| 1928 | Москва | Бег 10 000 метров | 15 августа    | 32.34,0 NR* | I     |
| 1931 | Москва | Бег 5000 метров   | 15—19 июня    | 15.54,2     | III   |
| 1934 | Москва | Бег 10 000 метров | 6 августа     | [уточнить]  |       |
| 1935 | Москва | Марафон           | 12 сентября   | 2:59.05,4   | 9     |

### Рекорды СССР
| Дистанция               | Время     | Город     | Дата      |
| ----------------------- | --------- | --------- | --------- |
| 3000 метров             | 9.24,5    | Ленинград | 5.6.1927  |
| 10 000 метров           | 33.40,5   | Ленинград | 12.9.1926 |
| 10 000 метров           | 33.26,0   | Москва    | 25.8.1927 |
| 10 000 метров           | 32.49,0   | Ленинград | 26.7.1928 |
| 10 000 метров           | 32.34,0   | Москва    | 15.8.1928 |
| 15 000 метров           | 53.16,8   | Москва    | 22.8.1928 |
| 20 000 метров           | 1:12.51,2 | Москва    | 22.8.1928 |
| Часовой бег             | 17 405,9  | Москва    | 9.10.1927 |
| Не утвержден официально |           |           |           |
| Часовой бег             | 17 550    | Финляндия | 1927      |

## Семья
- Жена — Валентина Максунова (1911—1995) — советская лыжница, чемпион и призёр чемпионатов СССР, Заслуженный мастер спорта СССР, участница Великой Отечественной войны.